# Corgatha chionocrapsis
Corgatha chionocrapsis är en fjärilsart som beskrevs av George Francis Hampson 1918. Corgatha chionocrapsis ingår i släktet Corgatha och familjen nattflyn. Inga underarter finns listade i Catalogue of Life.